# Mennesker mødes og sød musik opstår i hjertet
Mennesker mødes og sød musik opstår i hjertet er en dansk/svensk film fra 1967, skrevet af Poul Borum og Henning Carlsen, der også har instrueret.
Filmen vandt i 1968 Bodilprisen for bedste danske film.

## Medvirkende
- Lone Rode
- Preben Neergaard
- Erik Wedersøe
- Lotte Horne
- Elin Reimer
- Bent Christensen
- Knud Rex
- Lotte Tarp
- Arne Weel
- Claus Nissen
- Per Gundmann